# South Staffordshire
South Staffordshire ist ein District in der Grafschaft Staffordshire in England. Verwaltungssitz ist das Dorf Codsall. Weitere bedeutende Orte sind Brewood, Featherstone, Great Wyrley, Kinver, Pattingham, Penkridge, Perton und Wombourne.
Der Bezirk wurde am 1. April 1974 gebildet und entstand aus der Fusion der Rural Districts Cannock und Seisdon.